# Riu de Milans
El riu de Milans, també conegut a Vallclara com "barranc de Vallclara" és el principal tributari que dona origen al riu Francolí, juntament amb el barranc dels Torrents. El seu curs és d'aproximadament 12 km.
El barranc de Coma de n'Alda, que li dona origen, es forma a uns 950 m d'altitud de les aigües d'aquesta coma, a les muntanyes de Prades. El riu voreja Vallclara pel sud i pren direcció est, recull el Barranc de Viern i altres tributaris (fondo de la Rasa, barranc de Peguera, rec de la Basseta), passa al sud de Vimbodí i finalment s'ajunta amb el barranc dels Torrents, donant origen al Francolí, a uns 440 m d'altitud.